# МЛБ в сезоне 1957
Пятьдесят седьмой сезон в истории МЛБ начался 15 апреля и завершился 10 октября 1957 года. Победителем Мировой серии во второй раз в истории и впервые с момента переезда в Милуоки стал клуб «Милуоки Брэйвз», со счётом 4:3 обыгравший «Нью-Йорк Янкис». Самым ценным игроком финала был признан питчер Лью Бёрдетт. Призы самым ценным игрокам по итогам регулярного сезона получили Микки Мэнтл из «Янкис» и Хэнк Аарон из «Брэйвз».
Это был последний сезон «Бруклин Доджерс» и «Нью-Йорк Джайентс» в Нью-Йорке перед переездом в Калифорнию. С 1958 года до образования «Метс» 1962 в Нью-Йорке не был команды Американской лиги.
Матч всех звёзд лиги, 24-й в истории, состоялся 9 июля на стадионе «Буш-стэдиум» в Сент-Луисе. Победу со счётом 10:9 одержала команда Американской лиги.

## Регулярный чемпионат

### События
- 18 апреля — Комиссар по паркам Нью-Йорка Роберт Мозес[англ.] предложил участок площадью 78 акров (320 000 м²) во Флашинг-Медоус в качестве площадки для нового стадиона Национальной лиги. План, представленный мэру Роберту Ф. Вагнеру-младшему, представлял из себя стадион на 50 000 мест с пластиковым куполом, который должен был быть построен департаментом парков. «Шей-стэдиум[англ.]» был построен к 1964 году, но без купола[1].
- 22 апреля — Джон Кеннеди[англ.] стал первым афроамериканским игроком в истории «Филадельфия Филлис», последней команды Национальной лиги, поддерживавшей сегрегацию. Он вошёл в игру в 8-м иннинге как пинч раннер вместо Солли Хемуса[2].
- 24 апреля — В 4-м иннинге матча «Чикаго Кабс» против «Цинциннати Редлегз» на «Кросли Филд[англ.]» питчер гостей Мо Драбовски[англ.] заявил, что получил хит в ногу после подачи Джо Наксхолла[англ.]. После этого его сокомандник Дик Дротт[англ.] взял у болельщика инвалидную коляску и отвёз Мо на первую базу. В итоге Дик был удалён хоум-плейт ампайр Стэн Лэндс[англ.], а Мо получил страйкаут[3].
- 7 мая — В игре «Кливленд Индианс» с «Нью-Йорк Янкис» на Муниципальном стадионе Кливленда[англ.] игрок третьей базы гостей Гил Макдугалд[англ.] отбил подачу Герба Скора[англ.] прямо в лицо питчеру. Мяч сломал несколько костей и повредил правый глаз, а лицо закровоточило. Макдугалд обещал уйти из спорта, если бы Скору не удалось восстановить зрение. К счастью, всё разрешилось счастливо, но питчеру пришлось пропустить остаток сезона[4].
- 10 мая — Мэр Сан-Франциско Джордж Кристофер обсудил с Хорасом Стоунэмом[англ.] возможный переезд «Нью-Йорк Джайентс» на Западное побережье[5].
- 21 мая — Сославшись на то, что зал «только для мужчин», «Бостон Ред Сокс» отказали Дорис О’Доннелл, репортёру, освещавшей поездку «Кливленд Индианс» в Бостон, в месте в комнате для журналистов, а Тед Уильямс, при попытке взять у него интервью, назвал её «сукой» и «шлюхой»[6].
- 30 мая — Владелец «Бруклин Доджерс» Уолтер О’Мэлли[англ.] отверг предложение группы инвесторов из Куинса по покупке клуба[7].
- 15 июня — Спустя месяц после получившего широкую огласку «инцидента в Копакабане» в ночном клубе на Манхэттене «Нью-Йорк Янкис» обменяли игрока второй базы Билли Мартина, питчера Ральфа Терри[англ.], инфилдера Вуди Хелда[англ.] и аутфилдера Боба Мартина[англ.] в «Канзас-Сити Атлетикс» на питчера Райна Дарена[англ.] и аутфилдеров Гарри Симпсона[англ.] и Джима Пизони[англ.]. В прессе сообщалось, что Билли Мартин и звезды «Янкис» Микки Мэнтл, Уайти Форд[англ.], Йоги Берра и Хэнк Бауэр[англ.] участвовали в драке 15 мая с участием других посетителей клуба, но только Мартин был наказан путем обмена в «Атлетикс». Это заставило Мартина затаить злобу на своего бывшего наставника и Кейси Стенгела[англ.][8].
- 18 июля — Хорас Стоунэм заявил, что его «Джайентс» покинут Нью-Йорк по окончании сезона, добавив, что он больше ничего не слышал о Сан-Франциско и что переезд не зависит от судьбы «Доджерс». По его словам, новый стадион или совместное использование «Янки-стэдиум» — единственная причина, по которой «Джайентс» останутся в Нью-Йорке[9].
- 19 августа — После того как Хорас Стоунэм сослался на плохую посещаемость, а власти Сан-Франциско пообещали построить новый стадион в районе Бэйвью[англ.], совет директоров «Джайентс» проголосовал 8:1 за переезд в Калифорнию в 1958 году. Единственным высказавшимся против был Майкл Дональд Грант[англ.], который впоследствии стал одним из основателей «Нью-Йорк Метс»[10].
- 20 августа — В игре «Чикаго Уайт Сокс» против «Вашингтон Сенаторс» на «Комиски Парк[англ.]» питчер хозяев Боб Киган[англ.] бросил ноу-хиттер, первый для «Чикаго» с 1937 года[11].
- 2 сентября — «Милуоки Брэйвз» на «Ригл-парк» обыграли «Чикаго Кабс» со счётом 23:10. Игрок первой базы хозяев Фрэнк Тори[англ.] заработал 6 ранов, установив рекорд Национальной лиги[12].
- 23 сентября — «Брэйвз» на «Милуоки Каунти-стэдиум[англ.]» победили «Сент-Луис Кардиналс» со счётом 4:2, завоевав титул чемпионов Национальной лиги впервые за 9 лет и впервые с момента переезда в Милуоки. За тем решающим матчем с трибун наблюдали 40 926 фанатов, а всего за сезон поддержать команду пришли 2,21 миллиона человек, что стало рекордом франшизы[13].
- 7 октября — Городской совет Лос-Анджелеса[англ.] десятью голосами против четырёх одобрил строительство «Доджер-стэдиум» возле ущелья Чавес[англ.]. На следующий день Уолтер О’Мэлли объявил о переезде франшизы в Калифорнию[14].
- 10 октября — «Милуоки Брэйвз» обыграли «Нью-Йорк Янкис» со счетом 5:0 в 7-м матче Мировой серии и выиграли вторую мировую серию франшизы и единственную, которую они выиграют за 13 лет своего пребывания в Милуоки. Это первая победа «Брэйвз» в Мировой серии со времен «Бостона», совершившего «Чудо»[англ.] в 1914 году. Они также стали первой командой, выигравшей титул после переезда. Питчер «Брэйвз» Лью Бёрдетт[англ.] признан самым ценным игроком финала. Он стал первым питчером, сыгравшим два шатаута в Мировой серии со времен Кристи Мэтьюсона[англ.] в 1905 году[англ.][15].
- 2 декабря — Три клуба Лиги Тихоокеанского побережья[англ.] вынуждены переехать ввиду переезда «Доджерс» и «Джайентс» в Калифорнию. «Холливуд Старз[англ.]» переехали из Лос-Анджелеса в Солт-Лейк-Сити, «Лос-Анджелес Энджелс[англ.]» переехали в Спокан, штат Вашингтон, а «Сан-Франциско Силс[англ.]» — в Финикс[16].
- Сезон 1957 года ознаменовался первым случаем, когда у лидера и Американской, и Национальной лиг по количеству полных игр было менее 20 комплит-геймов[17].

### Положение команд
|                   | \| Американская лига \| \| \| \| \| \| \| \| \| Место \| Клуб \| Побед \| Поражений \| Процент побед \| GB \| Результаты дома \| Результаты на выезде \| \| 1 \| Нью-Йорк Янкис (Детали[англ.]) \| 98 \| 56 \| 63,6 \| — \| 48–29 \| 50–27 \| \| 2 \| Чикаго Уайт Сокс (Детали[англ.]) \| 90 \| 64 \| 58,4 \| 8,0 \| 45–32 \| 45–32 \| \| 3 \| Бостон Ред Сокс (Детали[англ.]) \| 82 \| 72 \| 53,2 \| 16,0 \| 44–33 \| 38–39 \| \| 4 \| Детройт Тайгерс (Детали[англ.]) \| 78 \| 76 \| 50,6 \| 20,0 \| 45–32 \| 33–44 \| \| 5 \| Балтимор Ориолс (Детали[англ.]) \| 76 \| 76 \| 50,0 \| 21,0 \| 42–33 \| 34–43 \| \| 6 \| Кливленд Индианс (Детали[англ.]) \| 76 \| 77 \| 49,7 \| 21,5 \| 40–37 \| 36–40 \| \| 7 \| Канзас-Сити Атлетикс (Детали[англ.]) \| 59 \| 94 \| 38,6 \| 38,5 \| 37–40 \| 22–54 \| \| 8 \| Вашингтон Сенаторс (Детали[англ.]) \| 55 \| 99 \| 35,7 \| 43,0 \| 28–49 \| 27–50 \| |       |           |               |      |                 |                      |
| Американская лига | |       |           |               |      |                 |                      |
| Место             | Клуб | Побед | Поражений | Процент побед | GB   | Результаты дома | Результаты на выезде |
| 1                 | Нью-Йорк Янкис (Детали) | 98    | 56        | 63,6          | —    | 48–29           | 50–27                |
| 2                 | Чикаго Уайт Сокс (Детали) | 90    | 64        | 58,4          | 8,0  | 45–32           | 45–32                |
| 3                 | Бостон Ред Сокс (Детали) | 82    | 72        | 53,2          | 16,0 | 44–33           | 38–39                |
| 4                 | Детройт Тайгерс (Детали) | 78    | 76        | 50,6          | 20,0 | 45–32           | 33–44                |
| 5                 | Балтимор Ориолс (Детали) | 76    | 76        | 50,0          | 21,0 | 42–33           | 34–43                |
| 6                 | Кливленд Индианс (Детали) | 76    | 77        | 49,7          | 21,5 | 40–37           | 36–40                |
| 7                 | Канзас-Сити Атлетикс (Детали) | 59    | 94        | 38,6          | 38,5 | 37–40           | 22–54                |
| 8                 | Вашингтон Сенаторс (Детали) | 55    | 99        | 35,7          | 43,0 | 28–49           | 27–50                |

| Американская лига |                               |       |           |               |      |                 |                      |
| Место             | Клуб                          | Побед | Поражений | Процент побед | GB   | Результаты дома | Результаты на выезде |
| 1                 | Нью-Йорк Янкис (Детали)       | 98    | 56        | 63,6          | —    | 48–29           | 50–27                |
| 2                 | Чикаго Уайт Сокс (Детали)     | 90    | 64        | 58,4          | 8,0  | 45–32           | 45–32                |
| 3                 | Бостон Ред Сокс (Детали)      | 82    | 72        | 53,2          | 16,0 | 44–33           | 38–39                |
| 4                 | Детройт Тайгерс (Детали)      | 78    | 76        | 50,6          | 20,0 | 45–32           | 33–44                |
| 5                 | Балтимор Ориолс (Детали)      | 76    | 76        | 50,0          | 21,0 | 42–33           | 34–43                |
| 6                 | Кливленд Индианс (Детали)     | 76    | 77        | 49,7          | 21,5 | 40–37           | 36–40                |
| 7                 | Канзас-Сити Атлетикс (Детали) | 59    | 94        | 38,6          | 38,5 | 37–40           | 22–54                |
| 8                 | Вашингтон Сенаторс (Детали)   | 55    | 99        | 35,7          | 43,0 | 28–49           | 27–50                |

| Национальная лига |                              |       |           |               |      |                 |                      |
| Место             | Клуб                         | Побед | Поражений | Процент побед | GB   | Результаты дома | Результаты на выезде |
| 1                 | Милуоки Брэйвз (Детали)      | 95    | 59        | 61,7          | —    | 45–32           | 50–27                |
| 2                 | Сент-Луис Кардиналс (Детали) | 87    | 67        | 56,5          | 8,0  | 42–35           | 45–32                |
| 3                 | Бруклин Доджерс (Детали)     | 84    | 70        | 54,5          | 11,0 | 43–34           | 41–36                |
| 4                 | Цинциннати Редлегз (Детали)  | 80    | 74        | 51,9          | 15,0 | 45–32           | 35–42                |
| 5                 | Филадельфия Филлис (Детали)  | 77    | 77        | 50,0          | 18,0 | 38–39           | 39–38                |
| 6                 | Нью-Йорк Джайентс (Детали)   | 69    | 85        | 44,8          | 26,0 | 37–40           | 32–45                |
| 7                 | Питтсбург Пайрэтс (Детали)   | 62    | 92        | 40,3          | 33,0 | 36–41           | 26–51                |
| 8                 | Чикаго Кабс (Детали)         | 62    | 92        | 40,3          | 33,0 | 31–46           | 31–46                |

| Национальная лига |                              |       |           |               |      |                 |                      |
| Место             | Клуб                         | Побед | Поражений | Процент побед | GB   | Результаты дома | Результаты на выезде |
| 1                 | Милуоки Брэйвз (Детали)      | 95    | 59        | 61,7          | —    | 45–32           | 50–27                |
| 2                 | Сент-Луис Кардиналс (Детали) | 87    | 67        | 56,5          | 8,0  | 42–35           | 45–32                |
| 3                 | Бруклин Доджерс (Детали)     | 84    | 70        | 54,5          | 11,0 | 43–34           | 41–36                |
| 4                 | Цинциннати Редлегз (Детали)  | 80    | 74        | 51,9          | 15,0 | 45–32           | 35–42                |
| 5                 | Филадельфия Филлис (Детали)  | 77    | 77        | 50,0          | 18,0 | 38–39           | 39–38                |
| 6                 | Нью-Йорк Джайентс (Детали)   | 69    | 85        | 44,8          | 26,0 | 37–40           | 32–45                |
| 7                 | Питтсбург Пайрэтс (Детали)   | 62    | 92        | 40,3          | 33,0 | 36–41           | 26–51                |
| 8                 | Чикаго Кабс (Детали)         | 62    | 92        | 40,3          | 33,0 | 31–46           | 31–46                |

## Мировая серия
Мировая серия 1957: Милуоки Брэйвз — Нью-Йорк Янкис 4-3

## Статистика

### Бэттеры
| # | Игрок        | Команда             | Показатель |
| - | ------------ | ------------------- | ---------- |
| 1 | Тед Уильямс  | Бостон Ред Сокс     | 38,8       |
| 2 | Микки Мэнтл  | Нью-Йорк Янкис      | 36,5       |
| 3 | Стэн Мьюзиал | Сент-Луис Кардиналс | 35,1       |
| 4 | Уилли Мейс   | Нью-Йорк Джайентс   | 33,3       |
| 5 | Хэнк Аарон   | Милуоки Брэйвз      | 32,2       |

| # | Игрок       | Команда            | Показатель |
| - | ----------- | ------------------ | ---------- |
| 1 | Хэнк Аарон  | Милуоки Брэйвз     | 44         |
| 2 | Эрни Бэнкс  | Чикаго Кабс        | 43         |
| 3 | Рой Сиверс  | Вашингтон Сенаторс | 42         |
| 3 | Дюк Снайдер | Бруклин Доджерс    | 40         |
| 5 | Тед Уильямс | Бостон Ред Сокс    | 38         |

| # | Игрок         | Команда             | Показатель |
| - | ------------- | ------------------- | ---------- |
| 1 | Хэнк Аарон    | Милуоки Брэйвз      | 132        |
| 2 | Рой Сиверс    | Вашингтон Сенаторс  | 114        |
| 3 | Вик Верц      | Кливленд Индианс    | 105        |
| 3 | Дел Эннис     | Сент-Луис Кардиналс | 105        |
| 5 | Джеки Дженсен | Бостон Ред Сокс     | 103        |

| # | Игрок       | Команда           | Показатель |
| - | ----------- | ----------------- | ---------- |
| 1 | Микки Мэнтл | Нью-Йорк Янкис    | 121        |
| 2 | Хэнк Аарон  | Милуоки Брэйвз    | 118        |
| 3 | Эрни Бэнкс  | Чикаго Кабс       | 113        |
| 4 | Уилли Мейс  | Нью-Йорк Джайентс | 112        |
| 5 | Нелли Фокс  | Чикаго Уайт Сокс  | 110        |

| # | Игрок          | Команда                          | Показатель |
| - | -------------- | -------------------------------- | ---------- |
| 1 | Ред Шейндинст  | Нью-Йорк Джайентс/Милуоки Брэйвз | 200        |
| 2 | Хэнк Аарон     | Милуоки Брэйвз                   | 198        |
| 3 | Фрэнк Робинсон | Цинциннати Редлегз               | 197        |
| 4 | Нелли Фокс     | Чикаго Уайт Сокс                 | 196        |
| 5 | Уилли Мейс     | Нью-Йорк Джайентс                | 195        |

| # | Игрок           | Команда             | Показатель |
| - | --------------- | ------------------- | ---------- |
| 1 | Уилли Мейс      | Нью-Йорк Джайентс   | 38         |
| 2 | Луис Апарасио   | Чикаго Уайт Сокс    | 28         |
| 2 | Джим Гиллиам    | Бруклин Доджерс     | 26         |
| 4 | Дон Блейсингейм | Сент-Луис Кардиналс | 21         |
| 5 | Джонни Темпл    | Цинциннати Редлегз  | 19         |

### Питчеры
| # | Игрок        | Команда            | Показатель |
| - | ------------ | ------------------ | ---------- |
| 1 | Уоррен Спан  | Милуоки Брэйвз     | 21         |
| 2 | Джим Баннинг | Детройт Тайгерс    | 20         |
| 2 | Билли Пирс   | Чикаго Уайт Сокс   | 20         |
| 4 | Джек Сэнфорд | Филадельфия Филлис | 19         |
| 5 | Боб Бюль     | Милуоки Брэйвз     | 18         |

| # | Игрок            | Команда            | Показатель |
| - | ---------------- | ------------------ | ---------- |
| 1 | Робин Робертс    | Филадельфия Филлис | 22         |
| 2 | Чак Стоббс       | Вашингтон Сенаторс | 20         |
| 3 | Боб Френд        | Питтсбург Пайрэтс  | 18         |
| 3 | Джонни Антонелли | Нью-Йорк Джайентс  | 18         |
| 5 | Эрли Уинн        | Кливленд Индианс   | 17         |

| # | Игрок          | Команда         | Показатель |
| - | -------------- | --------------- | ---------- |
| 1 | Бобби Шанц     | Нью-Йорк Янкис  | 2,45       |
| 2 | Том Стёрдивант | Нью-Йорк Янкис  | 2,54       |
| 3 | Джонни Подрес  | Бруклин Доджерс | 2,66       |
| 4 | Джим Баннинг   | Детройт Тайгерс | 2,69       |
| 4 | Дон Дрисдейл   | Бруклин Доджерс | 2,69       |

| # | Игрок         | Команда            | Показатель |
| - | ------------- | ------------------ | ---------- |
| 1 | Джек Сэнфорд  | Филадельфия Филлис | 188        |
| 2 | Эрли Уинн     | Кливленд Индианс   | 184        |
| 3 | Джим Баннинг  | Детройт Тайгерс    | 182        |
| 4 | Конни Джонсон | Балтимор Ориолс    | 177        |
| 5 | Билли Пирс    | Чикаго Уайт Сокс   | 171        |

| # | Игрок        | Команда           | Показатель |
| - | ------------ | ----------------- | ---------- |
| 1 | Боб Френд    | Питтсбург Пайрэтс | 277,0      |
| 2 | Уоррен Спан  | Милуоки Брэйвз    | 271,0      |
| 3 | Джим Баннинг | Детройт Тайгерс   | 267,1      |
| 4 | Эрли Уинн    | Кливленд Индианс  | 263,0      |
| 5 | Билли Пирс   | Чикаго Уайт Сокс  | 257,0      |

| # | Игрок        | Команда           | Показатель |
| - | ------------ | ----------------- | ---------- |
| 1 | Боб Грим     | Нью-Йорк Янкис    | 19         |
| 2 | Клем Лабин   | Бруклин Доджерс   | 17         |
| 2 | Рей Нарлески | Кливленд Индианс  | 16         |
| 4 | Марв Гриссом | Нью-Йорк Джайентс | 14         |
| 5 | Тёрк Лоун    | Чикаго Кабс       | 12         |

## Награды

### Награды МЛБ
| Награда            | Игрок       | Позиция | Команда        |
| ------------------ | ----------- | ------- | -------------- |
| Самый ценный игрок | Микки Мэнтл | CF      | Нью-Йорк Янкис |
| Новичок года       | Тони Кубек  | SS      | Нью-Йорк Янкис |

| Награда            | Игрок        | Позиция | Команда            |
| ------------------ | ------------ | ------- | ------------------ |
| Самый ценный игрок | Хэнк Аарон   | RF      | Милуоки Брэйвз     |
| Новичок года       | Джек Сэнфорд | P       | Филадельфия Филлис |
| Приз Сая Янга      | Уоррен Спан  | P       | Милуоки Брэйвз     |

### Золотая перчатка
В 1957 году золотые перчатки были вручены лучшим полевым игрокам Высшей лиги вместо отдельных наград для каждой лиги.
| Позиция | Игрок          | Команда            |
| ------- | -------------- | ------------------ |
| P       | Бобби Шанц     | Нью-Йорк Янкис     |
| C       | Шерм Лоллар    | Чикаго Уайт Сокс   |
| 1B      | Гил Ходжес     | Бруклин Доджерс    |
| 2B      | Нелли Фокс     | Чикаго Уайт Сокс   |
| 3B      | Фрэнк Мальцоне | Бостон Ред Сокс    |
| SS      | Рой Макмиллан  | Цинциннати Редлегз |
| RF      | Минни Миньосо  | Чикаго Уайт Сокс   |
| CF      | Уилли Мейс     | Нью-Йорк Джайентс  |
| RF      | Эл Кейлайн     | Детройт Тайгерс    |

### НаградыThe Sporting News
- Игрок года по версии The Sporting News: Тед Уильямс, «Бостон Ред Сокс»
- Питчер года по версии The Sporting News:
  - АЛ: Билли Пирс[англ.], «Чикаго Уайт Сокс»
  - НЛ: Уоррен Спан, «Милуоки Брэйвз»
- Тренер года по версии The Sporting News: Фред Хатчинсон[англ.], «Сент-Луис Кардиналс»

### Введены вЗал славы бейсбола
- Сэм Кроуфорд[англ.]
- Джо Маккарти[англ.]